# Gnaeus Pedanius Fuscus Salinator (consul en 84)
Pour les articles homonymes, voir Gnaeus Pedanius Fuscus Salinator.
Gnaeus Pedanius Fuscus Salinator est un homme politique de l'Empire romain, consul en 84.

## Biographie
Membre d'une gens plébéienne de Rome, les Pedanii (en), Gnaeus Pedanius Fuscus Salinator est le fils de Gnaeus Pedanius Fuscus Salinator, consul en 61 ; il épouse une Julia, fille d'un Julius et sœur de Cnaeus Julius Agricola ; leur fils, Cnaeus Pedanius Fuscus Salinator est consul en 118.
Il est consul suffect en 84 et proconsul d'Asie vers 97/99,.